# Justicia laotica
Justicia laotica är en akantusväxtart som beskrevs av Raymond Benoist. Justicia laotica ingår i släktet Justicia och familjen akantusväxter. Inga underarter finns listade i Catalogue of Life.